# Atlassian
Atlassian é uma empresa de software australiana, domiciliada nos Estados Unidos como Atlassian Corporation Plc., especializada em ferramentas de colaboração projetadas principalmente para desenvolvimento de software e gerenciamento de projetos para empresas e desenvolvedores de software em particular. A empresa tem sede global em Sydney, Austrália, com sede nos Estados Unidos em São Francisco, e mais de 12 mil funcionários em 14 países.

## Patrocínios
Em fevereiro de 2025, a Williams Racing anunciou um acordo de patrocínio recorde de vários anos com a Atlassian e passando a competir como "Atlassian Williams Racing" a partir da temporada de Fórmula 1 de 2025.